# Fultondale
Fultondale est une ville américaine située dans le comté de Jefferson en Alabama.
Fondée au début du XXe siècle sous le nom de Fulton Springs, Fultondale est alors une ville minière. Elle devient une municipalité à part entière en 1947,.
Selon le recensement de 2010, Fultondale compte 8 380 habitants. La municipalité s'étend sur 12,20 milles carrés (31,6 km2), exclusivement des terres.

## Démographie
| 1950  | 1960  | 1970  | 1980  | 1990  | 2000  | 2010  | - |
| ----- | ----- | ----- | ----- | ----- | ----- | ----- | - |
| 1 304 | 2 001 | 5 163 | 6 217 | 6 400 | 6 595 | 8 380 | - |